# Hugh Walpole
Sir Hugh Seymour Walpole, CBE (13. března 1884 – 1. června 1941) byl anglický romanopisec. Jako syn anglikánského duchovního měl nastoupit církevní dráhu, ale místo toho ho přitahovalo psaní. K jeho literárním mentorům patřili Henry James a Arnold Bennett. Zručné líčení a živé zápletky mu přinesly velkou čtenářskou obec ve Spojeném království a USA, což Walpole ještě podpořil rozsáhlou přednáškovou činností. Ve 20. a 30. letech 20. století patřily jeho knihy mezi bestsellery, několik jich bylo přeloženo i do češtiny, ale po smrti byl pozapomenut.
Po svém prvním románu Dřevěný kůň (The Wooden Horse, 1909) Walpole pilně psal a každý rok vydal alespoň jednu knihu. Byl spontánním vypravěčem, psal rychle, aby zachytil všechny své nápady, jen zřídkakdy po sobě text opravoval. Jeho prvním bestsellerem se stal v pořadí třetí román Pan Perrin a pan Traill (Mr Perrin and Mr Traill), tragikomický příběh o osudovém střetu dvou pedagogů. Během první světové války Walpole sloužil v Červeném kříži na rusko-rakouské frontě a pracoval v britské propagandě v Petrohradě a Londýně. Ve dvacátých a třicátých letech byl Walpole velmi žádaný nejen jako romanopisec, ale také jako přednášející o literatuře a uskutečnil čtyři mimořádně dobře honorovaná přednášková turné po Severní Americe.
Jako gay v době, kdy bylo praktikování homosexuality v Británii nezákonné, měl Walpole řadu intenzivních, ale diskrétních vztahů s jinými muži a po většinu svého života hledal „dokonalého přítele“. Nakonec jednoho našel, ženatého policistu, se kterým se usadil v anglické Jezerní oblasti. Jako mladý muž dychtivě hledal podporu zavedených autorů, a proto byl v pozdějších letech štědrým sponzorem mnoha mladších spisovatelů. Byl patronem výtvarného umění a odkázal značné množství obrazů galerii Tate Gallery a dalším britským institucím.
Walpoleovo dílo je rozsáhlé a rozmanité. V letech 1909 až 1941 napsal třicet šest románů, pět svazků povídek, dvě původní hry a tři svazky memoárů. Jeho záběr zahrnoval znepokojivé horory, dětské příběhy i historickou fikci, kam zejména patří tetralogie Sága rodu Herriesů (Herries Chronicle), odehrávající se v Jezerní oblasti. Ve třicátých letech se v Hollywoodu podílel na scénářích dvou filmů Metro-Goldwyn-Mayer a hrál cameo roli ve zfilmování Davida Copperfielda z roku 1935.